# Clara Tambour
Pour les articles homonymes, voir Tambour.
Claire Eugénie Germain dite Clara Tambour, née le 19 février 1891 à Paris 18e et morte le 24 juin 1982 à Dinard, est une chanteuse et actrice française.

## Théâtre
- 1912 : Les fils Touffe sont à Paris de Rip, Théâtre Femina
- 1912 : Tais-toi, tu m'affoles de Pierre-Louis Flers, Moulin Rouge
- 1913 : Un coup de téléphone de Paul Gavault et Georges Berr, Théâtre de l'Odéon
- 1914 : Les Merveilleuses, Théâtre des Variétés
- 1914 : Très moutarde revue de Rip et Jacques Bousquet, Théâtre Femina
- 1915 : 1915 - Le Poilu de Rip, Théâtre de la Ville
- 1917 : La Fiancée du lieutenant de Francis Gally, Apollo
- 1917 : Gobette of Paris, Théâtre Femina
- 1918 : Revue 1918, Théâtre des Boulevards
- 1918 : Le Filon, Théâtre du Palais-Royal
- 1918 : Daphnis et Chloé de Félix Gandéra, Théâtre Édouard VII : Chloé (actrice principale)
- 1919 : Phi-Phi, Théâtre des Bouffes-Parisiens : Aspasie
- 1920 : Les Petites curieuses de Tristan Bernard, Théâtre des Boulevards
- 1921 : La Puce à l'oreille de Georges Feydeau, Scala (Paris)
- 1921 : Mon bébé de Maurice Hennequin, théâtre de Vichy : Ketty (actrice principale)
- 1921 : Qu'en mariage seulement d'André Mouézy-Éon, Théâtre Marigny
- 1923 : On fait joujou d'André Mouézy-Éon, Le Perchoir
- 1923 : Les Linottes de Georges Courteline, Théâtre des Nouveautés
- 1923 : Billet de logement d'Antony Mars et Henri Kéroul, Théâtre des Folies-Dramatiques
- 1923 : Y'a des poules de Georges Arnould et Valentin Tarault, Théâtre de la Gaîté-Rochechouart
- 1924 : Bob et moi d'André Barde et Lucien Mayrargue, Théâtre Michel
- 1924 : Jim de Romain Coolus et Maurice Hennequin, Théâtre Marigny
- 1926 : Notre amour de Fernand Nozière, Théâtre Antoine
- 1926 : Paris-Capucines, Théâtre des Capucines
- 1927 : Les Linottes de Georges Courteline, revue à L'Œil de Paris
- 1927 : Et l'on revient toujours…, revue à L'Œil de Paris
- 1927 : Va donc épurer, revue à La Boîte à Fursy
- 1928 : Leïla de Fernand Nozière, Théâtre Michel
- 1929 : Notre amour de Fernand Nozière, Théâtre de la Madeleine
- 1929 : L'Escalier de service de Georges Oltramare, Théâtre Michel
- 1931 : La Tuile d'argent de Lucien Descaves et Henri Duvernois, Théâtre de la Potinière
- 1932 : Les Cadets d'Henri Duvernois, Théâtre Michel
- 1933 : Peau d'Espagne de Jean Sarment, Théâtre de l'Athénée
- 1934 : Œil de lynx de Georges-André Cuel et Daniel Poiré, Théâtre de l'Athénée
- 1934 : Mitzi-Mitzou de Jean de Létraz, Théâtre des Capucines
- 1935 : Bichon de Jean de Létraz, Théâtre de la Michodière
- 1936 : Et ran, tan, plan de Raymond Souplex, Théâtre des Deux Ânes
- 1937 : La Nuit du 7 de Michel Dulud, mise en scène Philippe Hersent, Théâtre des Capucines

## Filmographie
- 1923 : Koenigsmark de Léonce Perret
- 1930 : Les Voisins, court métrage
- 1931 : Delphine de Jean de Marguénat et Albert Capellani
- 1931 : Durand contre Durand d'Eugène Thiele et Léo Joannon
- 1931 : Tumultes de Robert Siodmak
- 1931 : Le Collier de perles de Louis Mercanton
- 1932 : La Chanson d'une nuit d'Anatole Litvak
- 1933 : Les enfants s'amusent (court métrage)
- 1937 : Chipée de Roger Goupillières
- 1950 : Bon voyage, mademoiselle de Bernard Borderie (court métrage)
- 1952 : La Danseuse nue de Pierre Louis
- 1952 : Piédalu fait des miracles de Jean Loubignac
- 1954 : Interdit de séjour de Maurice de Canonge
- 1956 : Le Couturier de ces dames de Jean Boyer
- 1961 : Le Combat dans l'île d'Alain Cavalier